# Krigsseileren
Krigsseileren (em inglês: War Sailor, bra: Marinheiro de Guerra) é um longa-metragem épico de guerra dramático norueguês coproduzido internacionalmente com Alemanha e Malta lançado em 2022 dirigido por Gunnar Vikene. É baseado em histórias reais de marinheiros noruegueses e suas famílias durante e após a Segunda Guerra Mundial. O filme é estrelado por Kristoffer Joner, Pål Sverre Hagen e Ine Marie Wilmann. Em 2022, foi selecionado como representante norueguês na categoria de melhor filme estrangeiro na 95.ª Edição do Oscar, porém não classificou-se na lista preliminar em dezembro de 2022. Coprodução da Rohfilm Factory e Studio Hamburg, na Alemanha e Falkun Films, Malta, é o longa-metragem norueguês mais caro, com um orçamento estimado de US$ 11 milhões.

## Enredo
Durante e após a Segunda Guerra Mundial, o marinheiro Alfred Garnes de Bergen é o pai de três filhos. Quando estava na guerra junto a seu amigo Sigbjørn, trabalhava em um barco mercante no meio do Atlântico. Seu destino é Nova York e espera-se que retornará depois de 18 meses. Quando a Alemanha invadiu a Noruega em abril de 1940, o barco se declarou importante para o curso posterior à guerra e eles foram recrutados. Sem armas e vestidos como civis, eles navegam ao redor do mundo no cargueiro aliado para entregar suprimentos e munições. Os dois lutam para sobreviver no navio, que pode ser atacado por submarinos alemães. O cansaço e o desespero aumentam cada vez mais.
Enquanto isso, a esposa de Alfred, Cecilia, luta durante aqueles anos de guerra, criando seus três filhos sozinha, sem saber se eles verão seu marido e pai novamente. Ao tentar bombardear o bunker alemão de submarinos em Bergen, a Força Aérea Britânica atingiu a escola primária em Laksevåg e prédios de apartamentos em Nøstet. Centenas de civis perdem a vida.

## Elenco
- Kristoffer Joner como Alfred
- Pål Sverre Hagen como Sigbjørn
- Ine Marie Wilmann como Cecilia
- Henrikke Lund Olsen como Magdeli
- Armand Hannestad como William

## Produção

### Pano de fundo
Krigsseileren foi dirigido por Gunnar Vikene, que também escreveu o roteiro. É seu quinto trabalho como diretor em longa-metragem, seguindo Himmelfall, Rettet Trigger!, Vegas e Kill Billy. A história épica contada por Krigsseileren se estende por várias décadas e segue os protagonistas Alfred, Sigbjørn e Cecilia desde 1939, antes da Noruega também se tornar um dos teatros da Segunda Guerra Mundial, até o início dos anos 1970. Grande parte do filme é sobre a cidade de Bergen durante os anos de guerra e o bombardeio do distrito de Laksevåg e da escola Holen, em que 193 pessoas morreram, quase dois terços delas crianças. Esta foi a maior perda de civis em uma única batalha na Noruega durante a Segunda Guerra Mundial, em um bombardeio britânico em 4 de abril que tentava acertar um bunker alemão de submarinos. 152 aviões participaram do ataque que lançou 1.432 bombas na área.

### Elenco e figurinos
O longa é estrelado por Kristoffer Joner como Alfred Garnes, Ine Marie Wilmann como sua esposa Cecilia e Pål Sverre Hagen como Sigbjørn. A filha de Alfred e Cecilia, Magdeli, é interpretada por Henrikke Lund-Olsen. Como uma adolescente do pós-guerra, Magdeli é interpretada por Téa Grønner Joner, filha de Kristoffer Joner. Alexandra Gjerpen interpreta Hanna, Karl Vidar Lende Monsen e Leon Tobias Slettbakk interpreta Aksel, de 14 anos, que Alfred resgata do mar. Os atores alemães Florian Schmidtke e Damian Hardung interpretam Werner e Hans, o ator suíço Max Hubacher interpreta Hardegen. Os figurinos são de Stefanie Bieker, que já trabalhou para filmes de Cate Shortland, Martin Zandvliet e Katrin Gebbe.

### Financiamento, cenografia e filmagem
Com um orçamento de NOK 110 milhões, Krigsseileren é a produção norueguesa mais cara de todos os tempoos. O filme recebeu financiamento de produção de € 385 800 do Nordisk Film & TV Fond, € 823 222 do German Film Fund, € 280 000 do Central German Media Fund e € 300 000 do MOIN Film Fund Hamburg Schleswig-Holstein. As filmagens ocorreram entre abril e julho de 2021 na Noruega, em Bergen, em Malta, sete dias em Hamburgo e Lübeck e seis dias na Baixa Saxônia. As gravações foram feitas na cidade portuária de Cuxhaven a bordo do navio museu de Hamburgo MS Bleichen e em maio e junho de 2021 em Groß Thondorf. Esta parte do município de Himbergen, é o cenário do apartamento de Cecilia e Alfred em Bergen, na Noruega. As gravações foram feitas numa casa vazia que pertencia a um viticultor orgânico local e na qual muitos elementos originais dos anos 30 e 40 foram preservados, como portas, papel de parede, antigos interruptores de luz Bakalit, tomadas e um forno antigo como peça central. Tamo Kunz, nascido em Hamburgo e indicado ao Prêmio do Cinema Alemão por seu trabalho em The Golden Glove de Fatih Akin, foi responsável pelo design de produção. O diretor de arte Seth Turner também trabalhou neste filme, que se passa em Hamburgo.
Sturla Brandth Grøvlen, que trabalhou com o dinamarquês Thomas Vinterberg em Der Rausch, com o norueguês Eskil Vogt em The Innocents e o islandês Guðmundur Arnar Guðmundsson em Beautiful Beings, atuou como diretor de fotografia.

### Trilha Sonora
A trilha sonora do filme fora composta por Volker Bertelmann, conhecido por seu nome artístico, Hauschka.

## Lançamento
A estreia ocorreu em 21 de agosto de 2022 no Festival de Cinema Norueguês em Haugesund. Em setembro de 2022, foi exibido no Festival Internacional de Cinema de Toronto (TIFF) e na Filmkunstmesse Leipzig na Alemanha. A estreia norueguesa ocorreu em 23 de setembro de 2022. Foi apresentado no Festival de Cinema de Hamburgo no final de setembro e início de outubro de 2022. Em 2 de fevereiro de 2023 chegou aos cinemas alemães. Por fim, a Netflix assumiu a distribuição mundial do filme, lançando-o em seu catálogo a partir de 2 de Abril de 2023.